# Панкраций морской
Панкра́ций морско́й (лат. Pancratium maritimum) — вид луковичных растений семейства Амариллисовые (Amaryllidaceae), произрастающих на песчаных морских побережьях (северное и восточное побережье Средиземного моря, а также западное и юго-восточное побережье Чёрного моря). Основная часть ареала этого растения — в Восточном Средиземноморье.
В России встречается только в Краснодарском крае на самом южном участке Черноморского побережья. Редкое растение, находящееся под угрозой исчезновения, занесено в Красную книгу России.

## Название
Название рода от древнегреческого «всесильный» (παν — весь, κράτος— сила). Видовое название — по месту произрастания (побережье моря).
Известен под англоязычными обиходными названиями: Sea-daffodil (морской нарцисс), Sand Lily (песчаная лилия) и Lily of St. Nicholas (лилия святого Николая).

## Ботаническое описание
Многолетнее растение с толстым безлистным цветоносом высотой 40—60 см. Луковица овальная, длиной 8—10 см, толщиной 4,5—6 см с бурыми плёнчатыми чешуями. Листья сизого цвета, прикорневые, широколинейной формы, шириной около 2 см, по длине равны цветоносу или короче его.
Соцветие — зонтик из 2—8 крупных белых ароматных цветков, заключённый в двулистное ланцетное крыло. Околоцветник воронковидный, диаметром 7—10 см, с длинной (5—7 см) воронковидно расширяющейся трубкой и 6-раздельным отгибом с узкими, линейно-ланцетными, отогнутыми назад долями. Привенчик колокольчатый, с 12 треугольными зубцами, сросшийся с основанием долей околоцветника. Цветёт панкраций морской в августе—сентябре.
Плод — овально-треугольная трёхгнёздная коробочка.
Размножается это растение семенами и вегетативно.
- Группа цветущих растений
- Плоды панкрация морского